# Tunap
TUNAP — работающая на международном рынке группа компаний, со штаб-квартирой в Вольфратсхаузене (Бавария). В России работает дочерняя компания ООО «ТУНАП РУС». Суммарно «TUNAP» имеет 19 компаний в разных странах мира и 4 завода в Германии, Австрии и Швейцарии. Компания производит и продает аэрозоли и химические продукты для промышленного, технического и косметического применения. Группа компаний TUNAP является дочерним предприятием группы компаний «Würth». Спортивное направление TUNAP Sports спонсирует велокоманды Bora-hansgrohe и Ghost Factory Racing Team.

## История
Компания была основана в 1971 году году Маркусом Бухнером в Мюнхене. На сегодняшний день (2021 год) главный офис компании находится в Вольфратсхаузене и объединяет административный, производственный и исследовательский центр и лаборатории, здесь же находится один из четырех заводов компании. На производстве занято 160 сотрудников, специализирующихся на химических продуктах и жидкостях.
В 1997 году TUNAP приобрел завод в Лихтенау (Саксония) площадью в 74 000 кв.м.  В частности, здесь располагается производство аэрозолей. Здесь работает 85 сотрудников. Третий завод компании площадью в 11 000 кв.м. с 30 сотрудниками был открыт в 2000 году в Мерштеттене (Швейцария). Ежегодно здесь производятся порядка 30 миллионов банок аэрозоля.

## Оборот
- 2014 год: 241 миллион евро.
- 2015 год: 260 миллионов евро.
- 2016 год: 250 миллионов евро.
- 2017 год: 240 миллионов евро.
- 2018 год: 217 миллионов евро.
- 2019 год: 225 миллионов евро.
- 2020 год: 237 миллионов евро.

## Офисы
Офисы группы компаний TUNAP находятся в Европе, в том числе, помимо Германии, в Испании, Италии, Нидерландах, а также в Китае, Бразилии и России. 
Компания TUNAP предлагает продукты в следующих основных направлениях:
- Автомобильное направление с химико-техническими продуктами и услугами для послепродажного обслуживания на СТО (обслуживание и ремонт, а также очистка и уход, к примеру, автомобильных кондиционеров или камеры сгорания двигателя).
- Промышленное направление с такими смазочными материалами как консистентные смазки, масла, пасты, воски, лаки для производства пластмасс, продуктов и тяжелой промышленности.
- Private Brand Техника производит собственные марки других технических производителей и продавцов.
- Private Brand Косметика — производство собственных марок для косметической промышленности. Среди продуктов этого направления находятся косметические аэрозоли для ухода за волосами, дезодоранты, пены и гели, а также продукты для ухода за кожей и телом.
- Спортивное направление TUNAP Sports занимается техническими и косметическими средствами для спортсменов, особенно для любителей и профессионалов велоспорта (очистка тормозов, цепей, амортизационных вилок и т. п.).